# Мингер (село)
Минге́р (тат. Мәңгәр) — село в Сабинском районе Республики Татарстан, в составе муниципального образования «Тимершикское сельское поселение».

## Географическое положение
Село находится на реке Меша, в 8 км к западу от районного центра — посёлка городского типа Богатые Сабы.

## Известные уроженцы
В селе родился Шаукат Хасанович Биктемиров (1928–2012) – татарский актёр театра и кино, Народный артист СССР.